# Miejska Rada Narodowa w Poznaniu (1945–1990)
Miejska Rada Narodowa w Poznaniu (także Miejska Rada Narodowa stołecznego miasta Poznania) – rada narodowa powstała 26 marca 1945 i funkcjonująca do 1990 w Poznaniu.

## Kadencja (1945–1950)
- przewodniczący: Zygmunt Piękniewski[a][1] (PPR) (rezygn. 1 października 1945), Franciszek Kowalewski (PPS) (8 listopada 1945-8 kwietnia 1948[2]), Edward Stokowski (PPS) (od 5 maja 1948)
  - wiceprzewodniczący: Jan Sulczyński (Stronnictwo Demokratyczne) (rezygn. 5 grudnia 1949), Stefan Marzec[3]
- Prezydium: Michał Cuprych (Okręgowa Komisja Związków Zawodowych)[4], Czesław Bartczak[5], Czesław Grajek (PPS)[6], Bogusław Seydlitz (PPS)[7], Zygmunt Wolniewicz[8], Stanisław Piotrowicz[9], Zygmunt Piękniewski (PPR)[10], Maksymilian Bartz[11], Józef Marchewczyk[12], Bogdan Grzybowski[13]

Miejska Rada Narodowa została założona 26 marca 1945 i składała się z 58 radnych. 3 lipca 1945 liczba radnych została powiększona do 72, a w 1946 do 80.
| Podział mandatów 26.III.1945–3.VII.1945 | Podział mandatów 26.III.1945–3.VII.1945 | Podział mandatów 26.III.1945–3.VII.1945 | Podział mandatów 26.III.1945–3.VII.1945 | Podział mandatów 26.III.1945–3.VII.1945 |
| --------------------------------------- | --------------------------------------- | --------------------------------------- | --------------------------------------- | --------------------------------------- |
| nazwa                                   |                                         | mandaty                                 |                                         |                                         |
| Polska Partia Robotnicza                |                                         | 23                                      |                                         |                                         |
| Okręgowa Komisja Związków Zawodowych    |                                         | 14                                      |                                         |                                         |
| Polska Partia Socjalistyczna            |                                         | 12                                      |                                         |                                         |
| Stronnictwo Demokratyczne               |                                         | 6                                       |                                         |                                         |
| Stronnictwo Ludowe (lubelskie)          |                                         | 3                                       |                                         |                                         |
| 58 mandatów                             |                                         |                                         |                                         |                                         |

| Podział mandatów 3.VII.1945–maj 1946                           | Podział mandatów 3.VII.1945–maj 1946 | Podział mandatów 3.VII.1945–maj 1946 | Podział mandatów 3.VII.1945–maj 1946 | Podział mandatów 3.VII.1945–maj 1946 |
| -------------------------------------------------------------- | ------------------------------------ | ------------------------------------ | ------------------------------------ | ------------------------------------ |
| nazwa                                                          |                                      | mandaty                              |                                      |                                      |
| Polska Partia Robotnicza                                       |                                      | 26                                   |                                      |                                      |
| Polska Partia Socjalistyczna                                   |                                      | 16                                   |                                      |                                      |
| Stronnictwo Demokratyczne                                      |                                      | 8                                    |                                      |                                      |
| Okręgowa Komisja Związków Zawodowych                           |                                      | 6                                    |                                      |                                      |
| Stronnictwo Ludowe (lubelskie)                                 |                                      | 4                                    |                                      |                                      |
| Organizacja Młodzieżowa Towarzystwa Uniwersytetów Robotniczych |                                      | 2                                    |                                      |                                      |
| ZWM                                                            |                                      | 2                                    |                                      |                                      |
| wakat                                                          |                                      | 2                                    |                                      |                                      |
| org. społ.                                                     |                                      | 6                                    |                                      |                                      |
| 72 mandatów                                                    |                                      |                                      |                                      |                                      |

| Podział mandatów maj 1946                                      | Podział mandatów maj 1946 | Podział mandatów maj 1946 | Podział mandatów maj 1946 | Podział mandatów maj 1946 |
| -------------------------------------------------------------- | ------------------------- | ------------------------- | ------------------------- | ------------------------- |
| nazwa                                                          |                           | mandaty                   |                           |                           |
| Polska Partia Robotnicza                                       |                           | 26                        |                           |                           |
| Polska Partia Socjalistyczna                                   |                           | 16                        |                           |                           |
| Stronnictwo Demokratyczne                                      |                           | 8                         |                           |                           |
| Okręgowa Komisja Związków Zawodowych                           |                           | 6                         |                           |                           |
| Stronnictwo Ludowe (lubelskie)                                 |                           | 5                         |                           |                           |
| Organizacja Młodzieżowa Towarzystwa Uniwersytetów Robotniczych |                           | 3                         |                           |                           |
| ZWM                                                            |                           | 2                         |                           |                           |
| wakat                                                          |                           | 2                         |                           |                           |
| org. społ.                                                     |                           | 10                        |                           |                           |
| 80 mandatów                                                    |                           |                           |                           |                           |

Podziału mandatów dokonał tymczasowy prezydent miasta Feliks Maciejewski. Mandaty przyznawane organizacjom społecznym wielokrotnie ulegały zmianom wynikającym z łączenia się tych organizacji lub zrzeczenia się mandatu i przyznania go innemu stowarzyszeniu.
Pierwsze posiedzenie odbyła 20 marca 1945. Ogółem odbyło się 99 posiedzeń: 1945 (16), 1946 (19), 1947 (18), 1948 (16), 1949 (19), 1950 (11), jednak z uwagi na rozłożenie drugiego posiedzenia na dwa dni (12 i 16 kwietnia 1945) przyjęto że w kadencji 1945-1950 odbyło się 100 posiedzeń Rady. Posiedzenia odbywały się siedzibie Zarządu Miasta (ul. Matejki 49), a od 25 maja 1945 w Sali Królewskiej Ratusza, od 6 października 1949 w Nowym Ratuszu (przy ul. Czerwonej Armii). Kworum ustalone zostało na niskim poziomie 1/3, co miało znaczenie przy wysokiej absencji radnych (frekwencja 52–97%) lub opuszczania obrad przed ich zakończeniem.
Działalność Rady: wybór prezydenta miasta Feliksa Maciejewskiego (PPR) i wiceprezydentów (11 kwietnia 1945), wybór prezydenta Stanisława Sroki (16 lipca 1945), wybór prezydenta Leona Murzynowskiego (11 grudnia 1948) oraz prezydenta Franciszka Frąckowiaka (1950), potępienie organizacji Wolność i Niepodległość (29 września 1947), włączenie się w "Akcję O" (zrzeczenie się diet na stałe, 28 lipca 1949), działalność w zakresie przeprowadzenia reformy rolnej, nacjonalizacji przemysłu, odbudowy zniszczeń po wojnie, reaktywacja szkolnictwa, nazewnictwo ulic.

### Lista radnych
1. Stefan Blachowski (PPR)
2. Marian Borucki (PPR)
3. Wincenty Chyla (PPR)
4. Michał Cuprych (OKZZ)
5. Franciszek Danielak (PPR)
6. Leon Dizman (PPR)
7. Roman Dziubiński (PPR)
8. Stefan Feldebel (PPR)
9. Piotr Gellert (PPS)
10. Marian Gorączniak (OKZZ)
11. Czesław Grajek (PPS)
12. Maksymilian Jankowski (SD)
13. Zofia Jasiewiczówna (OKZZ)
14. Franciszek Klause (SD)
15. Damazy Kopczyński (SD)
16. Franciszek Kowalewski (PPS)
17. Sylwester Kucharski (PPR)
18. Józef Kukurenda (OKZZ)
19. Marian Kulisiewicz (OKZZ)
20. Ludwik Lange (PPR)
21. Zbigniew Maciejewski (PPS)
22. Dionizy Madajewski (OKZZ)
23. Józef Majchrzak (PPR)
24. Brunon Miałkas (OKZZ)
25. Jan Michalak (PPS)
26. Alfons Mielcarek (SD)
27. Edmund Mularczyk (PPR)
28. Wojciech Nawrocki (PPR)
29. Feliks Nowakowski (PPS)
30. Wiktoria Nowicka (PPR)
31. Dobromir Osiński (OKZZ)
32. Antoni Paszkowiak (OKZZ)
33. Stanisław Pawlak (PPR)
34. Józef Pietrzak (PPS)
35. Zygmunt Piękniewski (PPR)
36. Ludwik Postaremczak (SL)
37. Marcin Prętki (PPR)
38. Antoni Roesler (PPR)
39. Leon Bogacki (OKZZ)
40. Michał Rychter (PPR)
41. Bogusław Seydlitz (PPS)
42. Jan Sulczyński (SD)
43. Walenty Surma (PPR)
44. Władysław Szukała (PPS)
45. Jan Taberski (OKZZ)
46. Maria Turtoniowa (PPS)
47. Andrzej Twardowski (PPR)
48. Bogdan Wieczorowski (OKZZ)
49. Tadeusz Żynda (OKZZ)

Radni Michał Cuprych, Franciszek Danielak, Roman Dziubiński, Józef Kukurenda, Dionizy Madajewski, Alfons Mielcarek, Antoni Paszkowiak i  Józef Pietrzak posiadali mandaty radnych Miejskiej Rady Narodowej przez całą kadencję.

## Kadencja (1950–1954)
- przewodniczący: Franciszek Frąckowiak
  - wiceprzewodniczący: Witold Przewoźny[17], Stefan Marzec[18]
- sekretarz: Zygmunt Wolniewicz[19]

W związku z wejściem w życie Ustawy z dnia 20 marca 1950 r. o terenowych organach jednolitej władzy państwowej (Dz.U. z 1950 r. nr 14, poz. 130) Miejska Rada Narodowa przejęła zadania z zakresu administracji samorządowej. Urzędy zostały zastąpione nowymi (np. funkcję prezydenta miasta pełnił odtąd Przewodniczący Prezydium MRN). Aby wprowadzić przepisy w życie, 3 czerwca 1950, po setnym posiedzeniu MRN, na uroczystej sesji w auli Uniwersytetu Poznańskiego przyjęte zostały sprawozdania z pracy Rady Narodowej w okresie 1945-1950, a następnie posiedzenie Rady które określiło obecnym zasadę funkcjonowania nowego porządku organizacyjnego. Delegatem Komsomołu na to posiedzenie był Smirnow, a z ramienia Wojewódzkiej Rady Narodowej z referatem wystąpił jej Przewodniczący Włodzimierz Migoń; sesji przewodniczył Czesław Bartczak, a sekretarzem został Aleksander Rozmiarek. W tajnym głosowaniu wybrane zostało Prezydium MRN, które rozpoczęło pracę od 6 czerwca 1950.
| Podział mandatów 3 czerwca 1950      | Podział mandatów 3 czerwca 1950 | Podział mandatów 3 czerwca 1950 | Podział mandatów 3 czerwca 1950 | Podział mandatów 3 czerwca 1950 |
| ------------------------------------ | ------------------------------- | ------------------------------- | ------------------------------- | ------------------------------- |
| nazwa                                |                                 | mandaty                         |                                 |                                 |
| Polska Zjednoczona Partia Robotnicza |                                 | 48                              |                                 |                                 |
| Stronnictwo Demokratyczne            |                                 | 7                               |                                 |                                 |
| ZMP                                  |                                 | 5                               |                                 |                                 |
| Zjednoczone Stronnictwo Ludowe       |                                 | 2                               |                                 |                                 |
| bezpartyjni                          |                                 | 6                               |                                 |                                 |
| wakat                                |                                 | 6                               |                                 |                                 |
|                                      |                                 |                                 |                                 |                                 |

## Kadencja (1954–1957)
- przewodniczący: Franciszek Frąckowiak
  - wiceprzewodniczący[20]: Zygmunt Wolniewicz, Stefan Marzec, Władysław Rybski (dołączył, następnie zastąpiony), Edward Bliński (za Wł. Rybskiego)
- sekretarz: Czesław Adamski
- Prezydium: Edmund Krzymień, Czesław Kołodziejczak, Czesław Lesiński, Alojzy Łuczak, Dionizy Madajewski, Leon Stajkowski, Franciszek Szalek, Zdzisław Walczak, Stanisław Biczysko[21], Halina Latowska[22], Henryk Nowak[23], Stanisław Piasecki[24], Zygmunt Stańko[25]

W 1954 na skutek uchwalenia nowej ordynacji wyborczej wybory do rad narodowych miałby być powszechne, równe, bezpośrednie i tajne.
Wybory odbyły się 5 grudnia 1954. W skład Rady weszło 149 radnych. Podczas tej kadencji Rady liczbę wiceprzewodniczących zwiększono z 2 do 3.
Jednocześnie na podstawie uchwały Prezydium Rządu z 7 października 1954 została zatwierdzona uchwała WRN o podziale Poznania na dzielnice i utworzeniu Dzielnicowych Rad Narodowych (wybory 5 grudnia 1954; działały od 1 stycznia 1955).

## Kadencja (1957–1961)
- przewodniczący: Franciszek Frąckowiak
  - wiceprzewodniczący: Edmund Krzymień, Stefan Marzec
- sekretarz: Czesław Adamski
- Prezydium: Edward Hałas, Jan Nalepka, Dobromir Osiński, Wacław Piaskowski

Rada liczyła 80 radnych. Na podstawie Dekretu Rady Państwa z dnia 31 grudnia 1956 r. o wyłączeniu z województw miast Krakowa, Poznania i Wrocławia oraz nadaniu Miejskim Radom Narodowym tych miast uprawnień wojewódzkich rad narodowych, od 1 stycznia 1957 Poznań pozostawał poza granicami województwa, jednocześnie zyskał rangę jednostki podziału administracyjnego szczebla wojewódzkiego. Rada Narodowa posiadała kompetencje władz wojewódzkich.

### Lista radnych
1. Zbigniew Rudnicki

## Kadencja (1961–1965)
- przewodniczący: Jerzy Kusiak
  - wiceprzewodniczący: Dionizy Balasiewicz[26], Władysława Klawiter, Zbigniew Rudnicki, Henryk Kędziora[27]
- sekretarz: Czesław Adamski
- Prezydium: Bolesław Drogomirecki, Czesław Kołodziejczak, Jerzy Łangowski, Wacław Piaskowski

| Podział mandatów 25 kwietnia 1961    | Podział mandatów 25 kwietnia 1961 | Podział mandatów 25 kwietnia 1961 | Podział mandatów 25 kwietnia 1961 | Podział mandatów 25 kwietnia 1961 |
| ------------------------------------ | --------------------------------- | --------------------------------- | --------------------------------- | --------------------------------- |
| nazwa                                |                                   | mandaty                           |                                   |                                   |
| Polska Zjednoczona Partia Robotnicza |                                   | 43                                |                                   |                                   |
| Stronnictwo Demokratyczne            |                                   | 12                                |                                   |                                   |
| Zjednoczone Stronnictwo Ludowe       |                                   | 4                                 |                                   |                                   |
| bezpartyjni                          |                                   | 21                                |                                   |                                   |
| 80 mandatów                          |                                   |                                   |                                   |                                   |

## Kadencja (1965–1969)
- przewodniczący: Jerzy Kusiak
  - wiceprzewodniczący: Henryk Kędziora, Władysława Klawiter, Zbigniew Rudnicki, Jerzy Łangowski (od 23 grudnia 1965)[28]
- sekretarz: Czesław Adamski
- Prezydium: Franciszek Kosmowski, Wacław Piaskowski, Maria Roszczak

Rada zainaugurowała działalność 11 czerwca 1965 w sali Odrodzenia Ratusza. Podczas tej kadencji Rady liczbę wiceprzewodniczących, za zgodą prezesa Rady Ministrów, zwiększono z 3 do 4.
| Podział mandatów 1 czerwca 1965      | Podział mandatów 1 czerwca 1965 | Podział mandatów 1 czerwca 1965 | Podział mandatów 1 czerwca 1965 | Podział mandatów 1 czerwca 1965 |
| ------------------------------------ | ------------------------------- | ------------------------------- | ------------------------------- | ------------------------------- |
| nazwa                                |                                 | mandaty                         |                                 |                                 |
| Polska Zjednoczona Partia Robotnicza |                                 | 42                              |                                 |                                 |
| Stronnictwo Demokratyczne            |                                 | 12                              |                                 |                                 |
| Zjednoczone Stronnictwo Ludowe       |                                 | 4                               |                                 |                                 |
| bezpartyjni                          |                                 | 22                              |                                 |                                 |
| 80 mandatów                          |                                 |                                 |                                 |                                 |

## Kadencja (1969–1973)
- przewodniczący: Jerzy Kusiak (do 2 lipca 1970)[29], Stanisław Cozaś (od 5 września 1970)
  - wiceprzewodniczący: Henryk Kędziora, Zbigniew Rudnicki, Jerzy Łangowski
- sekretarz: Józef Świtaj
- Prezydium: Wiktor Kozłowski, Stanisław Królikowski, Maria Roszczak, Danuta Wawrzyńczyk-Szplit

Była to ostatnia kadencja podczas której przewodniczący Prezydium pełnił obowiązki prezydenta Poznania. Przeprowadzona w 1973 reforma rozdzielała funkcje prawodawcze (Rada Narodowa) od wykonawczych (prezydent miasta).
| Podział mandatów 2 czerwca 1969      | Podział mandatów 2 czerwca 1969 | Podział mandatów 2 czerwca 1969 | Podział mandatów 2 czerwca 1969 | Podział mandatów 2 czerwca 1969 |
| ------------------------------------ | ------------------------------- | ------------------------------- | ------------------------------- | ------------------------------- |
| nazwa                                |                                 | mandaty                         |                                 |                                 |
| Polska Zjednoczona Partia Robotnicza |                                 | 41                              |                                 |                                 |
| Stronnictwo Demokratyczne            |                                 | 12                              |                                 |                                 |
| Zjednoczone Stronnictwo Ludowe       |                                 | 4                               |                                 |                                 |
| bezpartyjni                          |                                 | 23                              |                                 |                                 |
| 80 mandatów                          |                                 |                                 |                                 |                                 |

### Lista radnych
1. Czesław Adamski
2. Stanisław Andrzejewski
3. Anna Balcerek
4. Sabina Bednarek
5. Tadeusz Bekas
6. Aniela Boge
7. Janina Czternasta
8. Maria Dakowska
9. Teodor Działowski
10. Longina Dzierzkiewicz
11. Stanisław Gagracz
12. Izabela Gałuszka
13. Jerzy Goździk
14. Paweł Górski
15. Janina Jabłonka
16. Tomasz Jakubowski
17. Iwona Jasińska
18. Zygmunt Jesionowski
19. Zygmunt Józefczak
20. Małgorzata Kaczmarek
21. Jan Kałamarz
22. Franciszek Kamiński
23. Marian Kania
24. Henryk Kędziora
25. Władysława Klawiter
26. Józef Klemenczak
27. Stanisław Konieczny
28. Czesław Kończal
29. Marian Koper
30. Kazimierz Kosmowski
31. Janusz Kostaniak
32. Stanisław Królikowski
33. Wiktor Kozłowski
34. Bożena Kubala
35. Stanisław Kubiak
36. Florian Kubiś
37. Jerzy Kusiak
38. Zbigniew Kurzawa
39. Jerzy Łangowski
40. Alojzy Łuczak
41. Maria Macko
42. Włodzimierz Malinowski
43. Ryszard Małkiewicz
44. Jadwiga Mankiewicz
45. Stanisław Marczyński
46. Marian Mikołajczyk
47. Stanisław Mytko
48. Jan Nalepka
49. Zenon Nalipiński
50. Władysław Napierała
51. Stanisław Nowak
52. Marta Ochocińska
53. Wacław Olszewski
54. Helena Osses
55. Eugeniusz Pacia
56. Marian Paluchowski
57. Janina Pałyska
58. Jan Pluciński
59. Urszula Przybylak
60. Edward Ranke
61. Maria Roszczak
62. Leszek Rudkowski
63. Zbigniew Rudnicki
64. Marian Rum
65. Bohdan Siciarz
66. Anna Sekierska
67. Janina Skałecka
68. Kazimierz Sobczak
69. Bożena Stachowiak
70. Barbara Stodolska
71. Henryk Stolbiak
72. Antoni Swiderski
73. Józef Świtaj
74. Bronisław Szaj
75. Józef Waszkis
76. Danuta Wawrzyńczyk-Szplit
77. Wacław Wilczyński
78. Aleksander Wilkoszewski
79. Helena Witczak
80. Elżbieta Zerbe

## Kadencja (1973–1975)
- przewodniczący: Alfred Kowalski
  - wiceprzewodniczący: Tadeusz Witold Młyńczak, Maria Dziewolska, Bogdan Tynecki
- Prezydium: Stanisław Andrzejewski, Jan Filipiak, Stanisław Konieczny, Stanisław Mytko, Maria Roszczak, Kazimierz Wieczorowski, Ryszard Witkowski

Wybory odbyły się 9 grudnia 1973. Rada liczyła 120 członków, którzy uczestniczyli w 8 sesjach Rady. Od 1 stycznia 1975 Radzie Miasta podporządkowany został powiat poznański.
Z uwagi na zmianę przepisów Rada działała w skróconej kadencji.

### Lista radnych
1. Hanna Suchocka

## Kadencja (1975–1977)
- przewodniczący: Józef Świtaj (PZPR)
  - wiceprzewodniczący: Józef Cichowlas, Stanisław Antczak, Maria Chróścińska

1 czerwca 1975 weszły w życie przepisy Ustawy z dnia 28 maja 1975 r. o dwustopniowym podziale administracyjnym państwa i o zmianie Ustawy o Radach Narodowych. Zlikwidowany został podział miasta na dzielnice i Dzielnicowe Rady Narodowe. Od 1 czerwca radnymi zostało 359 członków byłych Dzielnicowych Rad Narodowych. Miejska Rada Narodowa w Poznaniu przejęła funkcje terenowego organu władzy państwowej w Poznaniu. Wielu radnych Rady Narodowej zostało radnymi Wojewódzkiej Rady Narodowej
Inauguracja prac odbyła się 7 czerwca 1975 w Sali Wielkiej Pałacu Kultury. I sekretarz KW PZPR Jerzy Zasada przedstawił kandydatów do Prezydium Rady, których radni przyjęli z aprobatą. Rada odbyła 11 sesji na których zostały przyjęte 44 uchwały. Prezydium Rady odbyło 35 posiedzeń poświęconych 84 zagadnieniom. Działalność Rady: uwzględnienie w Planie Społeczno-Gospodarczym Rozwoju Poznania wodociągu na Podolany (1977), wniosek o przydzielenie dla Poznania 10 pawilonów handlowych, prace remontowe w budynkach miejskich, realizacja budów Trasy Katowickiej oraz zachodniego odcinka trasy E-8, modernizacje ul. Czerwonej Armii, Garbary, Solnej, Obornickiej, Dzierżyńskiego, przygotowania gruntów pod Pracownicze Ogródki Działkowe w Krzesinach, Sypniewie, przy ul. Słupskiej i Gorajskiej, Park im. J. Gagarina, program budownictwa mieszkaniowego, handlowo-usługowego i oświatowego, rozbudowanie Szpitala MSW przy ul. Wrzoska oraz Szpitala Kolejowego w Niwce, budowa krytego basenu KS Posnania, rozbudowa obiektów sportowych przy ul. Chwiałkowskiego, budowa 6 domów studenckich, rozbudowa zakładów przemysłowych

### Lista radnych
1. Chlebosław Adamczyk
2. Julia Adamczyk
3. Stanisław Adamski
4. Czesława Andrzejewska
5. Władysław Anioła
6. Stanisław Antczak
7. Barbara Antoniewicz
8. Aleksander Badurski
9. Władysław Banaś
10. Mieczysław Bar
11. Zofia Baranowicz
12. Mieczysław Bartczak
13. Bogumiła Bartkowiak
14. Bronisław Bartkowiak
15. Czesława Bartkowiak
16. Jerzy Bauma
17. Jan Bausmer
18. Maria Bączkowska
19. Henryk Bednarek
20. Teodor Bergandy
21. Zofia Behr
22. Józef Bitner
23. Jerzy Błaszczyński
24. Janusz Bociański
25. Adam Bogacki
26. Andrzej Borczyński
27. Tadeusz Borski
28. Edmund Bruch
29. Maria Brychcy
30. Barbara Brzezińska
31. Bogusław Bubicz
32. Józef Buczkowski
33. Wojciech Budzyński
34. Czesława Bytowska
35. Norbert Celiński
36. Maria Chróścińska
37. Jan Chrzanowski
38. Marcin Chudzik
39. Józef Cichowlas
40. Władysław Ciechanowski
41. Zbigniew Cyprych
42. Tadeusz Czajka
43. Leszek Czarnota
44. Urszula Czekała
45. Aleksandra Darna
46. Józef Dobosz
47. Ignacy Domagała
48. Jolanta Domek
49. Wacław Dregier
50. Jerzy Drygas
51. Józef Duchaiski
52. Czesław Dudziński
53. Józefa Dul
54. Henryk Durzyński
55. Anna Dworak
56. Józef Dybysławski
57. Janusz Englert
58. Zdzisław Filipiak
59. Henryk Florysiak
60. Helena Frymus
61. Stanisław Galasiński
62. Tadeusz Galiński
63. Władysław Garasz
64. Eliza Garncarczyk
65. Wojciech Garstkiewicz
66. Franciszek Garwoliński
67. Jolanta Gensler
68. Henryk Giziński
69. Franciszek Głowacki
70. Wacław Głowiński
71. Barbara Gruszkiewicz
72. Jerzy Grześkowiak
73. Józef Gut
74. Mieczysław Guzikowski
75. Felicja Halbsguth
76. Tadeusz Hanysz
77. Wiesław Hołowiecki
78. Witold Ignatowicz
79. Wojciech Jabłkowski
80. Wiktor Jabłonka
81. Andrzej Jakubowski
82. Antoni Jałoszyński
83. Edward Janicki
84. Jan Janiszewski
85. Barbara Jankowska
86. Władysława Jeneralczyk
87. Tadeusz Jesse
88. Mieczysław Juchacz
89. Włodzimierz Juskowiak
90. Mirosław Juszkis
91. Czesław Kabaciński
92. Czesław Kaczmarek
93. Zdzisław Kaczmarek
94. Kazimierz Kaizer
95. Mieczysław Kaliszewski
96. Władysława Kamińska
97. Leon Kamiński
98. Sylwester Kamiński
99. Irena Kanonowicz
100. Marian Kapała
101. Henryk Kara
102. Zygmunt Kasprowicz
103. Zdzisław Kasprzak
104. Mirosława Kaźmierczak
105. Eugenia Kaźmierczak-Pientka
106. Emilia Kiełpińska
107. Bogdan Klejdziński
108. Elżbieta Kliks
109. Marian Klimecki
110. Zofia Klops
111. Tadeusz Klotschke
112. Edmund Kokociński
113. Zygmunt Kolasiński
114. Henryk Komin
115. Gabriela Konieczna
116. Jerzy Kopiński
117. Józef Kordys
118. Eugeniusz Korwel
119. Bogdan Kościański
120. Jan Kościelniak
121. Bogdan Kotecki
122. Janina Kowalska
123. Włodzimierz Kowalski
124. Aleksy Krokowicz
125. Władysława Krystyniak
126. Hieronim Krzyżaniak
127. Janina Książkiewicz
128. Stefan Kubanek
129. Tadeusz Kuczyk
130. Maria Kudła
131. Krzysztof Kulcenty
132. Józefa Kulczyk
133. Irena Kwiatkowska
134. Stanisław Kwiatkowski
135. Edmund Lamczyk
136. Maria Lanckowska
137. Bronisława Lefik
138. Jerzy Lehmann
139. Józef Lewandowski
140. Roman Lewandowski
141. Zdzisław Liburski
142. Stanisław Lisiecki
143. Stefan Lisiecki
144. Władysław Litewka
145. Wojciech Luty
146. Stanisław Łakomy
147. Zofia Ławniczak
148. Irena Łochyńska
149. Stanisław Łosiewicz
150. Florian Łukaszewicz
151. Ludwika Łukaszewicz
152. Wacław Łukaszewicz
153. Michał Łukaszewski
154. Kazimierz Łukaszyk
155. Janina Łyczkowska-Goetz
156. Ignacy Łyczyński
157. Stanisław Maj
158. Zdzisław Majchrowicz
159. Seweryn Majchrzak
160. Stefania Malesza
161. Hieronim Małecki
162. Lech Małecki
163. Tomasz Marciniak
164. Kazimierz Masłowski
165. Jan Matelski
166. Tadeusz Mateiski
167. Genowefa Matyja
168. Zbigniew Matysiak
169. Elżbieta Mazurek
170. Hieronim Michalak
171. Krystyna Michalak
172. Aleksander Michałowski
173. Kazimierz Mielec
174. Lucjan Mikołajczak
175. Marek Mikołajczak
176. Zbigniew Mikołajczyk
177. Kazimierz Mikuła
178. Genowefa Mirska
179. Albin Mis
180. Krystyna Misiewicz
181. Roman Mocek
182. Stanisław Modzelewski
183. Henryk Możuch
184. Bronisław Mroczyk
185. Władysław Mrozik
186. Kazimierz Mulczyński
187. Aleksander Musiał
188. Barbara Muszyńska
189. Bogdan Mytko
190. Zenon Nadolny
191. Marian Nawrocki
192. Halina Naumann
193. Janina Niedośpiał
194. Zygmunt Niewiada
195. Maria Nowacka
196. Andrzej Nowak
197. Franciszek Nowak
198. Henryk Nowak
199. Urszula Nowak
200. Czesław Nowicki
201. Maciej Nowicki
202. Stefan Nowicki
203. Stefan Nowicki
204. Marian Olejniczak
205. Jan Olejnik
206. Włodzimierz Olejnik
207. Irena Orłowska
208. Jadwiga Osada
209. Kazimierz Ozór
210. Zdzisław Pałka
211. Jan Pańczak
212. Emilia Parnasowska
213. Bronisław Pasierski
214. Stanisława Pasternak
215. Wiktoria Paszak
216. Lidia Patalas
217. Kazimierz Pawlaczyk
218. Janusz Pawlak
219. Leszek Perz
220. Elżbieta Pfeil
221. Barbara Pflaum
222. Eugeniusz Piechocki
223. Henryk Piechota
224. Franciszek Pietrzak
225. Antoni Pietrzykowski
226. Andrzej Piotrowski
227. Władysław Polak
228. Leokadia Polasik
229. Maria Polcyn-Kempara
230. Bogdan Połącarz
231. Urszula Poreda
232. Jacek Przybyła
233. Ewa Przybysz
234. Wanda Puk
235. Feliks Purol
236. Kazimierz Purol
237. Antoni Radajewski
238. Czesław Radomiński
239. Władysław Radoń
240. Ryszard Raszewski
241. Franciszek Raś
242. Henryk Ratajczak
243. Jan Ratajczak
244. Stefan Ratajczak
245. Zenon Ratajczak
246. Gwidon Remlein
247. Zdzisław Remlein
248. Jerzy Rogacki
249. Helena Rojewska
250. Stefania Roszczenko
251. Tadeusz Rozmiarek
252. Jan Rozmus
253. Stanisław Rozpiętkowski
254. Henryk Rożnowski
255. Marian Różański
256. Zenon Rubczak
257. Leokadia Rutkowska
258. Anna Rybarczyk-Palczewska
259. Urszula Rybkowska
260. Marceli Rydliński
261. Eugenia Ryglewicz
262. Stefan Rzepa
263. Henryk Rześka
264. Henryk Rzetelski
265. Iwona Rzucidło
266. Bogdan Sajna
267. Andrzej Sieiński
268. Roman Silski
269. Krystyna M. Siudowska
270. Wiesław Siwiński
271. Hanna Skalisz
272. Hieronim Skorupiński
273. Ryszard Skrobała
274. Barbara Skrzypiec
275. Ryszard Smogór
276. Halina Smól-Bor
277. Radomir Sobczyk
278. Irena Sobkowiak
279. Zygmunt Sokołowski
280. Władysław Sroka
281. Edward Stachowiak
282. Maria Stachurska
283. Stefan Staniewski
284. Roman Stańko
285. Hieronim Stawicki
286. Stanisław Stencel
287. Kazimierz Stróżyk
288. Stanisław Strzelewicz
289. Henryk Suwalski
290. Edward Szafranek
291. Mieczysław Szafrański
292. Tadeusz Szafrański
293. Edward Szczepański
294. Jan Sznajder
295. Zofia Sznajder
296. Romuald Szpingier
297. Bronisław Szymaniak
298. Andrzej Szymankiewicz
299. Edmund Szymankiewicz
300. Czesław Szymański
301. Edmund Szymański
302. Jan Szymański
303. Longina Szymoniak
304. Danuta Śliwińska
305. Zbigniew Ślosarczyk
306. Czesław Śniady
307. Zenon Sron
308. Józef Świtaj
309. Mieczysław Tarzyński
310. Bolesław Tecław
311. Kazimierz Tkaczyk
312. Seweryn Toboła
313. Helena Tomaszewska
314. Zbigniew Tomkowiak
315. Barbara Tuliszka
316. Stanisława Tworowska
317. Mirosława Tylkowska
318. Ewa Urban
319. Teodor Wandas
320. Aleksandra Walkowiak
321. Józef Waśko
322. Marian Weigt
323. Józef Wenc
324. Wojciech Wenc
325. Halina Widerska
326. Kazimierz Widerski
327. Jan Wiertelak
328. Halina Wierzbińska
329. Bożena Więcławska
330. Edmund Wiśniewski
331. Jerzy Witkowski
332. Danuta Wojciechowska
333. Antoni Wojciechowski
334. Jan Wojciechowski
335. Paweł Wojciechowski
336. Ryszard Wojciechowski
337. Tadeusz Wojcieszak
338. Hieronim Wojtkowiak
339. Kazimierz Wolnikowski
340. Józef Woźniak
341. Zofia Woźniak
342. Mieczysław Wojtowicz
343. Henryk Wrześniacki
344. Ryszard Wyrwa
345. Jerzy Wyszanowski
346. Maria Zajczyk
347. Ewa Zakrzewska
348. Eleonora Zaraś
349. Alicja Zarzecka
350. Henryk Zasada
351. Romana Zawadzka
352. Jerzy Zech
353. Jacek Zientarski
354. Barbara Zimna
355. Leon B. Zimny
356. Urszula Ziołecka
357. Ryszard Zwanzig
358. Maria Zwierzykowska

## VII Kadencja (1978–1984)
- przewodniczący: Józef Świtaj (PZPR)
  - wiceprzewodniczący: Hanna Skalisz, Miron Kolasiński, Stanisław Antczak

Wybory do Rady Narodowej odbyły się 5 lutego 1978. Frekwencja wyborcza wyniosła 98,3% (416 689 upoważnionych do głosowania). Na Front Jedności Narodu oddano prawie 100% głosów. Wybranych zostało 150 radnych.
| Podział mandatów 5 lutego 1978 | Podział mandatów 5 lutego 1978 | Podział mandatów 5 lutego 1978 | Podział mandatów 5 lutego 1978 | Podział mandatów 5 lutego 1978 |
| ------------------------------ | ------------------------------ | ------------------------------ | ------------------------------ | ------------------------------ |
| nazwa                          |                                | mandaty                        |                                |                                |
| Front Jedności Narodu          |                                | 150                            |                                |                                |
| 150 radnych                    |                                |                                |                                |                                |

Pierwsza uroczysta sesja Rady miała miejsce w siedzibie WRN przy ul. Stalingradzkiej (obecnie al. Niepodległości) 13 lutego 1978. Skład Prezydium zaproponował I Sekretarz KW PZPR Jerzy Zasada, został on następnie zatwierdzony w jawnym głosowaniu.

### Lista radnych
1. Mirosław Adamczyk
2. Maria Adamek
3. Stanisław Antczak
4. Danuta Antkowiak
5. Jerzy Bauma
6. Barbara Begier
7. Andrzej Borczyński
8. Eugeniusz Bortkiewicz
9. Alina Brońska
10. Józef Buczkowski
11. Zygmunt Chmielewski
12. Jan Chrzanowski
13. Józef Cichowlas
14. Aleksandra Darna
15. Józef Dobosz
16. Irena Dombek
17. Zdzisław Filipiak
18. Stanisław Galasiński
19. Alina Giel
20. Andrzej Gruszczyński
21. Tadeusz Hanysz
22. Wiesław Hołowiecki
23. Wojciech Jabłkowski
24. Jan Janiszewski
25. Małgorzata Jankowska
26. Józef Januszewski
27. Zenon Jaśkowiak
28. Zofia Józefek
29. Zdzisław Jóźwiak
30. Mieczysław Juchacz
31. Henryka Kaczmarek
32. Kazimierz Kaiser
33. Hieronim Kalina
34. Irena Kanonowicz
35. Zbigniew Kaplicki
36. Marianna Kempara-Polcyn
37. Janina Kiełbasiewicz
38. Kazimierz Kluczyński
39. Michał Klaba
40. Bogdan Klejdziński
41. Kazimierz Kluczyński
42. Edmund Kokociński
43. Miron Kolasiński
44. Barbara Konieczka
45. Kazimiera Konieczna
46. Mirosław Kopiński
47. Józef Kordys
48. Eugeniusz Korwel
49. Jerzy Kosicki
50. Włodzimierz Kowalski
51. Aleksy Krokowicz
52. Edmund Król
53. Władysława Krystyniak
54. Maria Kudła
55. Danuta Kurpisz
56. Krystyna Laskowska
57. Monika Leonowicz
58. Zofia Bogumiła Lis
59. Robert Luterek
60. Wojciech Luty
61. Teodor Lajp
62. Elżbieta Łopatka
63. Stanisław Łosiewicz
64. Wacław Łukaszewicz
65. Ignacy Łyczyński
66. Iwona Łykowska
67. Danuta Maćkowiak
68. Seweryn Majchrzak
69. Stefania Malesza
70. Tadeusz Matelski
71. Krystyna Mazurek
72. Wanda Mazurek
73. Marian Miałkas
74. Kazimierz Mielec
75. Łucjan Mikołajczak
76. Genowefa Mirska
77. Alfons Motała
78. Henryk Możuch
79. Bronisław Mroczyk
80. Elżbieta Napierała
81. Janusz Nędzarek
82. Hanka Nowak
83. Leszek Nowak
84. Marian Nowak
85. Czesław Nowicki
86. Kazimierz Z. Nowicki
87. Maciej Nowicki
88. Włodzimierz Olejnik
89. Barbara Paluszkiewicz
90. Wojciech Pankowski
91. Stanisława Pasternak
92. Maria Pastuszewska-Włoch
93. Bogdan Pewiński
94. Eugeniusz Piechocki
95. Antoni Pietrzykowski
96. Andrzej Piotrowski
97. Henryk Piwosz
98. Jan Pluciński
99. Urszula Poreda
100. Jolanta Przybylska
101. Piotr Przybyszewski
102. Hipolit Rakowski
103. Franciszek Raś
104. Stefan Ratajczak
105. Tadeusz Ratajczak
106. Bogdan Sajna
107. Stanisław Serba
108. Roman Silski
109. Henryk Sitarek
110. Halina Siwa
111. Wiesław Siwiński
112. Hanna Skalisz
113. Halina Smól-Bor
114. Zbigniew Sobczak
115. Radomir Sobczyk
116. Zygmunt Sokołowski
117. Iwona Stachowiak
118. Marek Staszak
119. Jerzy Stefański
120. Władysława Stryjkowska
121. Zofia Sznajder
122. Tadeusz Szostek
123. Bogusław Szydłowski
124. Edmund Szymankiewicz
125. Danuta Śliwińska
126. Czesław Śniady
127. Józef Świtaj
128. Zbigniew Theus
129. Danuta Tomecka
130. Benedykt Twardecki
131. Stanisław Uram
132. Iwona Urbaniak
133. Ryszard Uta
134. Henryk Wachowiak
135. Kazimierz Widerski
136. Zdzisław Wieczorek
137. Bronisław Wochelski
138. Bolesław Wojciechowski
139. Jan Wojciechowski
140. Stanisław Wojsznis
141. Ligia Wojtkowiak
142. Stanisław Wojtkowiak
143. Mieczysław Wojtowicz
144. Henryk Wrześniacki
145. Danuta Wysocka
146. Stanisław Wysocki
147. Maria Zajczyk
148. Ewa Zakrzewska
149. Jerzy Zech
150. Danuta Żywiecka

## VIII Kadencja (1984–1987)
- przewodniczący: Stanisław Antczak

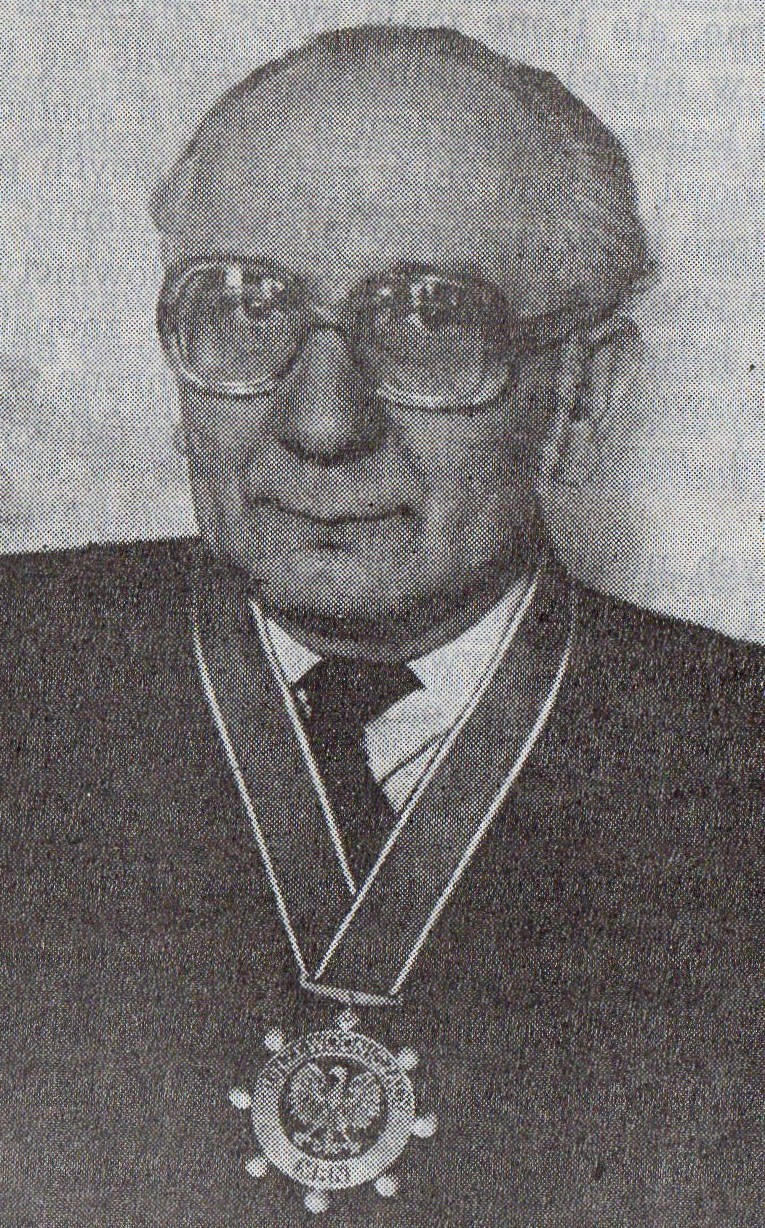
Przewodniczący Stanisław Antczak

Rada została wybrana w wyborach 17 czerwca 1984. Frekwencja wyborcza wyniosła 74%. Działalność zainaugurowała 27 czerwca 1984 w Sali Białej Urzędu Miejskiego.

### Lista radnych
1. Andrzej Byrt
2. Grzegorz Jaworowicz
3. Marek Klimecki
4. Jerzy Kodur
5. Paweł Kośmider
6. Wacław Łukaszewicz
7. Wiesław Majchrzyk-Łuczak
8. Władysław Mielcarek
9. Kazimierz Z. Nowicki
10. Włodzimierz Palacz
11. Alina Puchała
12. Andrzej Rakowski
13. Jarosław Rura
14. Wojciech Rybarczyk
15. Franciszek Szymański
16. Stanisław Uram
17. Kazimierz Bulczyński
18. Ryszard Paterek
19. Przemysław Gronek
20. Jacek Silski
21. Aleksander J ankiewicz
22. Jerzy Sołowiej
23. Aleksander Janus
24. Walenty Sudolski
25. Roman Kaczmarek
26. Stanisław Szuder
27. Mieczysław Maksimczyk
28. Stanisław Wojtkowiak
29. Włodzimierz Olejnik
30. Roman Bober
31. Edward Grabowski
32. Wacław Borucki
33. Bronisław Cenker
34. Jan Moszyński
35. Wiesław Dzięcioł
36. Teodor Papis
37. Danuta Paprzycka
38. Krystyna Rogacz
39. Miłosz Stankiewicz
40. Tadeusz Starnowski
41. Tadeusz Sydow
42. Felicja Szczublewska
43. Edward Woźniak
44. Danuta Antkowiak
45. Barbara Begier
46. Krystyna Charłampowicz-Marcinkowska
47. Jeremi Gajewski
48. Helena Kocielska
49. Barbara Korbik
50. Teresa Krause
51. Marek Ługowski
52. Elżbieta Łopatka
53. Wojciech Pankowski
54. Teresa Płotkowiak
55. Marek Staszak
56. Danuta Żywiecka
57. Tomasz Baszkowski
58. Ryszard Błaszkiewicz
59. Józef Dobosz
60. Teresa Dudek
61. Bogumiła Gendera
62. Andrzej Gierczyk
63. Czesław Knoll
64. Zenon Korbik
65. Maria Kudła
66. Zbigniew Łangowski
67. Bronisław Nowak
68. Grzegorz Owczarzak
69. Paweł Pikosz
70. Hanna Pile
71. Anna Radwan
72. Andrzej Rothe
73. Bogdan Banasiak
74. Jerzy Bauma
75. Ryszard Geliert
76. Stanisław Maj
77. Seweryn Majchrzak
78. Mieczysław Meroniuk
79. Maria Ratajczak
80. Danuta Stopińska
81. Zenon Szulc
82. Czesław Śniady
83. Jan Wystrach
84. Ewa Zakrzewska
85. Maria Buksińska
86. Eugeniusz Czajkowski
87. Tadeusz Kordana
88. Olech Kruś
89. Marian Paluszkiewicz
90. Stefan Ratajczak
91. Bogusław Szydłowski
92. Mieczysław Zając
93. Mieczysław Broński
94. Bolesław Brzeziński
95. Mieczysław Duszyński
96. Wojciech Luty
97. Anna Łosińska
98. Andrzej Marków
99. Ryszard Matuszyk
100. Maciej Mocek
101. Andrzej Baraniecki
102. Jan Bujakiewicz
103. Zdzisław Filipiak
104. Anna Hoffman
105. Janusz Kupka
106. Franciszek Ławniczak
107. Tadeusz Pawłowski
108. Leszek Różański
109. Wiktor Wysłouch
110. Zbigniew Rembowski
111. Jan Słonka
112. Karol Staśkiewicz
113. Danuta Wojciechowska
114. Feliks Ziomek
115. Zenon Zygmunt

## IX Kadencja (1988–1990)
Wybory do Rady odbyły się 30 czerwca 1988 na podstawie nowych przepisów Ustawy z dnia 16 czerwca 1988 r. o zmianie Ustawy o systemie rad narodowych i samorządu terytorialnego.
Radzie Narodowe została powierzona część kompetencji i zadań Wojewódzkiej Rady Narodowej. Z uwagi na zmianę prawa działalność Rady zakończyła się w 1990. Od tego czasu funkcjonowała Rada Miasta Poznania I kadencji (1990-1994).

### Lista radnych
1. Stanisław Antczak
2. Andrzej Baraniecki
3. Henryk Bartczak
4. Ryszard Bartosik
5. Barbara Begier
6. Elżbieta Belchnerowska
7. Ryszard Bernat
8. Róża Blaszka
9. Ryszard Błaszkiewicz
10. Marian Borowiak
11. Piotr Borowicz
12. Jan Budzyła
13. Bogumił Chełkowski
14. Grzegorz Chudak
15. Jan Cichocki
16. Helena Czajka
17. Bogdan Czarnecki
18. Mirosław Czechowski
19. Zygmunt Dembiński
20. Ryszard Dobosz
21. Leszek Dolata
22. Paweł Dominiak
23. Michał Downarowicz
24. Teresa Dudek
25. Mieczysław Duszyński
26. Roman Figas
27. Lucyna Flieger
28. Marian Flieger
29. Waldemar Gałęski
30. Bogumiła Gendera
31. Ewa Giętkowska
32. Jan Górski
33. Dariusz Grabowski
34. Edward Grabowski
35. Ignacy Grzelka
36. Paweł Gulczyński
37. Stanisław Iwański
38. Eugeniusz Jachimowicz
39. Dorota Janicka
40. Henryk Jankowski
41. Michał Jaworski
42. Katarzyna Jęchorek
43. Maria Kaniewska
44. Grażyna Kaysiewicz
45. Aniela Kaźmierska
46. Stanisław Kędzierski
47. Bernard Kmieć
48. Zygmunt Kołodziejczak
49. Barbara Korbik
50. Zenon Korbik
51. Grażyna Kosiorek
52. Maciej Kościeiski
53. Paweł Kośmider
54. Mirosława Kowalska
55. Wojciech Kozakiewicz
56. Urszula Krawczak
57. Czesław Kubacki
58. Grażyna Maria Kubas
59. Wiesław Kubiak
60. Maria Kudła
61. Władysław Kulczak
62. Kazimierz Kwiatkowski
63. Paweł Kwiatkowski
64. Florian Kycler
65. Mariola Landzianowska
66. Stanisław Laskowski
67. Tadeusz Lewicki
68. Zdzisław Libera
69. Maria Lipka
70. Maria Łbik
71. Anna Łosińska
72. Romuald Łukaszewski
73. Piotr Maciejewski
74. Wiesława Majchrzyk-Łuczak
75. Marek Majewski
76. Zenon Makowski
77. Elżbieta Mantaj
78. Władysław Michalak
79. Władysław Mielcarek
80. Krzysztof Misiek
81. Maciej Mocek
82. Ryszard Modzelewski
83. Jan Moszyński
84. Marlena Musiał
85. Bogdan Mytko
86. Paweł Niwiński
87. Andrzej Nowaczewski
88. Iwona Nowak
89. Bogumiła Nowicka
90. Włodzimierz Olejnik
91. Juliusz Owczarzak
92. Danuta Paprzycka
93. Krystyna Pawlak
94. Hanna Pile
95. Stanisław Polcyn
96. Jacek Przybylski
97. Stefan Ratajczak
98. Zbigniew Rembowski
99. Jan Sibilski
100. Leszek Sieńko
101. Zygmunt Sobczak
102. Krystyna Stachowska
103. Jerzy Stefański
104. Władysław Stopa
105. Maria Szuszczyńska
106. Marek Światłowski
107. Przemysław Tomaszewski
108. Zbigniew Tomaszkiewicz
109. Bolesław Topolski
110. Hanna Turek
111. Andrzej Wawrzyniak
112. Aneta Wiśniewska
113. Irena Włodarczyk
114. Danuta Wojciechowska
115. Jerzy Wojciechowski
116. Zdzisława Wolna
117. Piotr Wróblewski
118. Jerzy Wysocki
119. Ewa Zakrzewska
120. Marek Zakrzewski